# Itaka
Itaka (grčki: Itháki), drugi najmanji otok od sedam najvažnijih Jonskih otoka, u prefekturi Kefalonija, Grčka (najmanje otok je Antipaksos).
Otok duguje svoju slavu grčkim mitovima. Poznato je širom svijeta po Homerovim epovima Ilijada i Odiseja, kao postojbina grčkog heroja Odiseja.
Naziv Itaka simbolično se koristi u mnogim pjesmama i literaturi da označi cilj, žudnju za zavičajem, nostalgiju i povratak. Poznata je pjesma Miloša Crnjanskog "Itaka".

## Upravna podjela
Ukupna površina otoka je 96 km2. Otok je odvojen od Kefalonije na zapadu kanalom dužine 8,5 km a širine od 2 do 4,8 km. Obala je duga oko 72 km. Itaka je uglavnom krševita i brdovita, a u nekoliko malih dolina uzgaja se maslina, vinova loza, povrće i voće. Tri najveće planine su Pataleiko, homerska planina Neritos i Egzogi na sjeveru.
Administrativno, Itaka pripada prefekturi Kefalonija i Itaka koja uključuje nekoliko okolnih naseljenih otoka.
Glavni grad otoka je Vati, a veća naselja su Perahori, Lefki, Stavros, Platritisa, Anogi, Egzogi, Frikes i Kioni.

## Podrijetlo imena
Ime Itaka ostalo je nepromijenjeno od klasičnih vremena. Postoje različita tumačenja podrijetla imena Itaka; po jednima otok je dobio ime po mitološkom junaku Itaku, po drugima od grčke riječi "ithy" što znači veseo, a neki smatraju da je nastalo od feničanske riječi "utica" što znači kolonija.

## Povijest
Otok je naseljen od drugog tisućljeća pr. Kr. U mikenskom razdoblju bilo je sjedište oblasti Kefalonije. Rimljani su osvojili otok u drugome stoljeću pr. Kr., a kasnije je postala dio Bizantskog carstva. Normani su vladali Itakom u 12. i 13. stoljeću, a potom je, poslije kratke vladavine Turaka, došla u ruke Venecije. Itaku su zatim okupirali Francuzi krajem 19. stoljeća, a 1809. godine osvojili su je Britanci. Oslobođena je 1864. godine i pripojena Grčkoj.
Najveći dio arhitekture otoka uništen je u potresu 1953. godine

## Stanovništvo
U raznim razdobljima, pod raznim osvajačima i okolnostima, broj stanovnika se mijenjao. Iako nema pouzdanih podataka do mletačkog razdoblja, vjeruje se da je od mikenskog do bizantskog razdoblja živjelo nekoliko tisuća stanovnika, uglavnom na sjevernom dijelu otoka.
U vrijeme srednjeg vijeka populacija je opadala uglavnom zbog stalnih invazija gusara koji su nagnali stanovnike na povlačenje u planine i osnivanje naselja Paleohora, Anogi i Egzogi.
Za britanskog razdoblja službeni podaci pokazuju rast stanovništva čemu je doprinio razvoj trgovine i pomorstva.
Poslije ujedinjavanja Jonskih otoka s Grčkom, u devetnaestom stoljeću, broj stanovnika je opadao jer su se mnogi odselili na kopno ili emigrirali u Rumunjsku. Opadanje se nastavilo i u dvadesetom stoljeću jer su mnogi stanovnici emigrirali u druge zemlje (Ameriku, Australiju, Južnu Afriku) ili su postali mornari.
Broj stanovnika je naglo opao 1953. godine, poslije velikog potresa, kada se najveći broj stanovnika odselio u veće grčke gradove.
Danas na otoku živi 2.502 stanovnika. Po statistikama g. G. Valianosa oko 13.000 Itačana živi širom svijeta. Najviše ih je u Ateni, Patrasu SAD, Australiji, Južnoj Africi, Kanadi i na Novom Zelandu.